# Inazuma Eleven GO (videojuego)
Inazuma Eleven GO (イナズマイレブン GO Inazuma Irebun GO?) es un videojuego de rol y deportes para Nintendo 3DS desarrollado y publicado por Level-5. Salió a la venta el 15 de diciembre de 2011 en Japón y el 13 de junio de 2014 en Europa. Hay dos versiones del juego, Shine y Dark, que se lanzaron en Europa como Luz y Sombra. Una serie manga del mismo nombre basada en el juego comenzó a publicarse en la revista japonesa CoroCoro Comic, mientras que el anime basado en el juego realizado por OLM se comenzó a emitir el 14 de mayo de 2011.
Level-5 más tarde anunció una secuela de este juego titulada Inazuma Eleven GO: Chrono Stone. Esta secuela vuelve a estar protagonizada por Arion (Tenma) y trata sobre los viajes a través del tiempo para salvar al fútbol de la desaparición. Al terminar Inazuma Eleven GO: Chrono Stone, surge Inazuma Eleven GO: Galaxy, otra secuela, publicada el 5 de diciembre de 2013.